# Свети Пантелеймон (Тасос)
Вижте пояснителната страница за други значения на Свети Пантелеймон.
„Свети Пантелеймон“ (гръцки: Αγίου Παντελεήμονα Μικρού Καζαβητιού) е възрожденска манастирска православна църква в село Микрос Принос (Микро Казавити) на остров Тасос, Егейска Македония, Гърция, част от Филипийската, Неаполска и Тасоска епархия на Вселенската патриаршия. Празникът на манастира е на 27 юли, деня на Свети Пантелеймон.

## История
Манастирът се намира на 2 km югозападно от Микро Казавити, на плато с изглед към долината на Принос, на надморска височина от 770 m, в западното подножие на планината Ипсарио. Мястото е в близост до пещера с аязмо, чиято вода смята за лековита, и е заобиколено с буйна растителност.
В 1570 година манастирът е бил зависим от манастира „Свети Георги“. Местните легенди го свързват с преподобния Лука Тасоски, живял тук в VIII век. През 1843 османските власти на Тасос дават разрешение за възстановяване на унищожената църква „Света Пещера“ в Папаз махала. Годината е изписана на мраморна плоча на западната стена на наоса, вляво от входа:
| Текст | Превод |
| --- | --- |
| ΙΣ ΧΡ ΝΙΚΑ: ΩΚΩ∆ΟΜΗΘΗ Ο ΠΑΡΩΝ ΝΑ(ΟΣ) ΤΟΥ ΑΓΙΟΥ ΕΝ∆ΟΞΟΥ ΜΕΓΑΛΟΜΑΡΤΥΡΟΣ ΚΑΙ ΙΑΜΑ ΤΙΚΟΥ ΠΑΝΤΕΛΕΗΜΟΝΟΣ ∆ΙΑ ΣΥΝ ∆ΡΟΜΗΣ Κ(ΑΙ) ∆ΑΠΑΝΗΣ ΤΟΥ ΧΩΡΙΟΥ ΚΑ ΖΑΒΥΤΗ ΠΑΠΑΖ ΜΑΧΑΛΕΟΤΩΝ ΕΝ ΕΤΕΙ 1843 ΜΑΡΤΙΟΥ 10. | ИС ХР ПОБЕЖДАВА: ИЗГРАДИ СЕ НАСТОЯЩИЯТ ХР(АМ) НА СВЕТИЯ СЛАВЕН ВЕЛИКОМЪЧЕНИК И ЛЕК АР ПАНТЕЛЕЙМОН С ПО МОЩТА И РАЗХОДИТЕ НА СЕЛО КА ЗАВИТИ ПАПАЗ МАХАЛА В ГОДИНА 1843 МАРТ 10. |

На 15 декември 1863 г. кметът на Казавити, представляващ жителите на Папаз махала с писмо моли игумена на Ватопедския манастир Йоасаф да помогне за разширяването на църквата и изграждането на външния ѝ притвор. В 1869 година Ватопед наистина изпраща 60 гроша, но за църквата „Свети Георги“. 90 гроша за църквата в Микро Казавити дава и манастирът Ксиропотам.
В храма през 1919 година се настанява първата монахиня Евгения. От ноември 1949 до февруари 1950 година манастирът е затворен поради каледарната схизма. Манастирът официално е основан на 9 февруари 1987 година.
| Година    | 1913 | 1920 | 1928 | 1940 | 1951 | 1961 | 1971 | 1981 | 1991 | 2001 | 2011 | 2021 |
| --------- | ---- | ---- | ---- | ---- | ---- | ---- | ---- | ---- | ---- | ---- | ---- | ---- |
| Население |      |      |      |      |      |      | 4    | 3    | 11   |      |      |      |

## Архитектура на църквата
Църквата е разположена в източния край на манастирския комплекс до пещерата, която вероятно е била постница от византийско време. Църквата е изградена на стръмен склон, вероятно върху основите на по-стар храм и е еднокорабен храм с каменна зидария, дървен покрив покрит с каменни плочи и външен притвор. Размерите на наоса са 13,17 m на 6,10 m, площта е 80,34 m2 и дебелината на стените 0,60 m.
Външният притвор е широк 3,60 m, но поради липса на пари остава без таван. Входът му е западната страна, където има голям дървен прозорец. Каменната тераса опасва северната, южната и западната страна.
Покривът на храма е на четири води с плочи, а на притвора е отделен на три води.
Около църквата има конаци за поклонниците.

## Вътрешност на църквата
Входът в храма е през двойна кована врата. Осветлението става през четири големи прозорци на северната стена и пети в светилището. Подът е покрит с бетонни плочи, а таванът е от широки панели с летви.
Иконостасът е дъсчен с две врати. От вътрешната му страна към светилището има датировка 1847. Най-долният му ред е от дъски с вертикални летви. Царските икони са осем, дело на местни зографи, като тази на Исус Христос е датирана 1845 година. Над царските икони има 13 по-малки икони. В църквата се съхранява и смятана за чудотворна икона на Свети Пантелеймон.
Светилището е повдигнато с една стъпка. Подът е покрит с плочи. Апсидата е полукръгла и има вградена света трапеза, вероятно наследена от византийска църква. Вляво и вдясно са по-малките полукръгли сводести ниши на протезиса и диаконикона.